# مکس کارور
مکس کارور (انگلیسی: Max Carver؛ زادهٔ ۱ اوت ۱۹۸۸) یک هنرپیشه اهل ایالات متحده آمریکا است. وی از سال ۲۰۰۸ میلادی تاکنون مشغول فعالیت بوده‌است.
از فیلم‌ها و برنامه‌های تلویزیونی که وی در آن نقش داشته است می‌توان به منترونشن، تین ولف و رؤیای شب نیمه تابستان و باقی‌ماندگان اشاره کرد.